# Nikolas Nartey
Nikolas Nartey, né le 22 février 2000 à Bagsværd au Danemark, est un footballeur danois qui évolue au poste de milieu de terrain au VfB Stuttgart.

## Biographie

### En club
Né à Bagsværd au Danemark, Nikolas Nartey est formé par le FC Copenhague. Il rejoint en février 2017 le club allemand du FC Cologne.
Lors de l'été 2017, il est intégré à l'équipe première du FC Cologne par Peter Stöger. Il fait ses débuts en professionnels en 2017 à seulement 17 ans.
Le joueur n'est toutefois pas épargné par les blessures, qui freinent sa progression durant son passage à Cologne avec de longues absences. Il est notamment touché au genou et à la cheville. Il participe toutefois au sacre du club en deuxième division allemande lors de la saison 2018-2019.
Alors qu'une prolongation était envisagée avec le FC Cologne en juillet 2019, il est recruté par le 29 août 2019 le VfB Stuttgart, où il signe un contrat courant jusqu'en juin 2023. Il est prêté dans la foulée au FC Hansa Rostock.
Le 31 juillet 2020, Nikolas Nartey est prêté au SV Sandhausen, en deuxième division allemande,.
De retour de son prêt à l'été 2021, il est prévu que Nartey soit cette fois intégré à l'équipe première du VfB Stuttgart. Il joue son premier match pour Stuttgart le 2 octobre 2021, contre le TSG 1899 Hoffenheim, en championnat. Il entre en jeu à la place de Orel Mangala lors de cette rencontre remportée par son équipe sur le score de trois buts à un.
Le 27 avril 2022, Nikolas Nartey prolonge son contrat avec le VfB Stuttgart. Il est alors lié au club jusqu'en juin 2025.

### En sélection
Nikolas Nartey compte onze sélections et sept buts avec les moins de 17 ans, obtenues entre 2016 et 2017. En avril 2017, il se met en évidence en inscrivant deux doublés lors de la doublé confrontation face à la Roumanie.
En 2021, il participe au championnat d'Europe espoirs organisé en Hongrie et en Slovénie. Lors de cette compétition, il joue trois matchs. Le Danemark s'incline en quart de finale face à l'Allemagne, après une séance de tirs au but.

## Palmarès
FC Cologne
- Championnat d'Allemagne de deuxième division (1) :
  - Champion : 2018-19.